# Shazam Safin
Shazam Safin (Unión Soviética, 7 de abril de 1932-Moscú, 23 de marzo de 1985) fue un deportista soviético especialista en lucha grecorromana donde llegó a ser campeón olímpico en Helsinki 1952.

## Carrera deportiva
En los Juegos Olímpicos de 1952 celebrados en Helsinki ganó la medalla de oro en lucha grecorromana estilo peso ligero, por delante del luchador sueco Gustav Freij (plata) y del checoslovaco Mikuláš Athanasov (bronce).